# Filemon (prawosławny patriarcha Antiochii)
Filemon (zm. 1767) – prawosławny patriarcha Antiochii w latach 1766–1767.